# Şekerbank
Şekerbank est une banque turque.